# کایل رید
کایل رید (انگلیسی: Kyel Reid؛ زادهٔ ۲۶ نوامبر ۱۹۸۷) بازیکن فوتبال اهل بریتانیا است.
از باشگاه‌هایی که در آن بازی کرده‌است می‌توان به باشگاه فوتبال بارنزلی، باشگاه فوتبال چارلتون اتلتیک، باشگاه فوتبال وستهام یونایتد، باشگاه فوتبال ولورهمپتون واندررز، باشگاه فوتبال شفیلد یونایتد، باشگاه فوتبال پرستون نورث اند، باشگاه فوتبال برادفورد سیتی، باشگاه فوتبال بلکپول، و باشگاه فوتبال کریستال پالاس اشاره کرد.
وی همچنین در تیم‌های ملی فوتبال زیر ۱۷ سال انگلستان، زیر ۱۸ سال انگلستان، و زیر ۱۹ سال انگلستان بازی کرده‌است.